# Associazione Calcio Femminile Centomo Verona 1989-1990
Questa voce raccoglie le informazioni riguardanti la Associazione Calcio Femminile Centomo Verona nelle competizioni ufficiali della stagione 1989-1990.

## Rosa
Rosa della squadra all'inizio della stagione.
| N. |                   | Ruolo | Calciatore         |
| -- | ----------------- | ----- | ------------------ |
|    | Italia (bandiera) | P     | Livia Castagna     |
|    | Italia (bandiera) | P     | Loretta Giacomazzi |
|    | Italia (bandiera) | D     | Paola Ambrosi      |
|    | Italia (bandiera) | D     | Beatrice Fasoli    |
|    | Italia (bandiera) | D     | Donatella Galletti |
|    | Italia (bandiera) | D     | Anna Lisa Miotto   |
|    | Italia (bandiera) | D     | Maura Pedroni      |
|    | Italia (bandiera) | C     | Erika Perbellini   |
|    | Italia (bandiera) | C     | Teresa Albarello   |

| N. |                           | Ruolo | Calciatore          |
| -- | ------------------------- | ----- | ------------------- |
|    | Italia (bandiera)         | C     | Sonia Benini        |
|    | Italia (bandiera)         | C     | Marinella Bonetalli |
|    | Scozia (bandiera)         | C     | Catherine Casey     |
|    | Italia (bandiera)         | C     | Cristina Fecondo    |
|    | Italia (bandiera)         | C     | Silvana Frigo       |
|    | Cecoslovacchia (bandiera) | C     | Jana Alestinová     |
|    | Italia (bandiera)         | A     | Tamara Lovato       |
|    | Italia (bandiera)         | A     | Elena Pintossi      |